# Retrato de Carolina Murat, reina de Nápoles

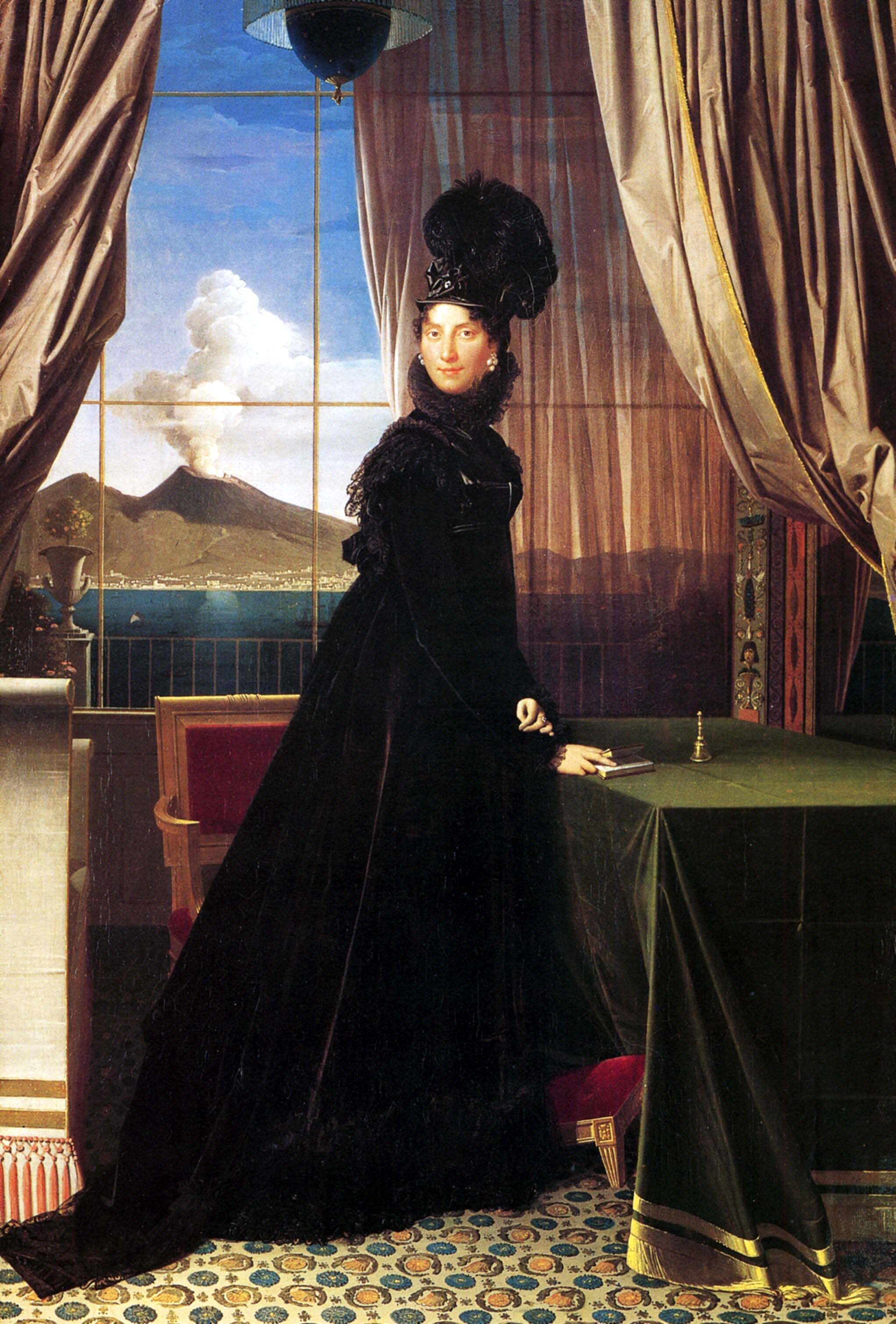
Ingres, Retrato de Carolina Murat, 92 × 60 cm, 1814. Colección privada, Nueva York.

Retrato de Carolina Murat, reina de Nápoles es un óleo sobre lienzo de 1814 del pintor francés neoclásico Jean-Auguste-Dominique Ingres. Carolina Murat, de soltera Bonaparte, era hermana de Napoleón, y esposa de Joaquín Murat, mariscal de Francia y almirante de Francia, y posteriormente rey de Nápoles. Carolina encargó el retrato como parte de un esfuerzo por transmitir su posición y valor para reinar como reina de Nápoles durante un clima político inestable.
Considerado durante mucho tiempo perdido o destruido desde la caída de Murat en 1815, la pintura fue redescubierta en 1987 por el historiador del arte Hans Naef. Ahora se encuentra en una colección privada en Nueva York.

## Comisión

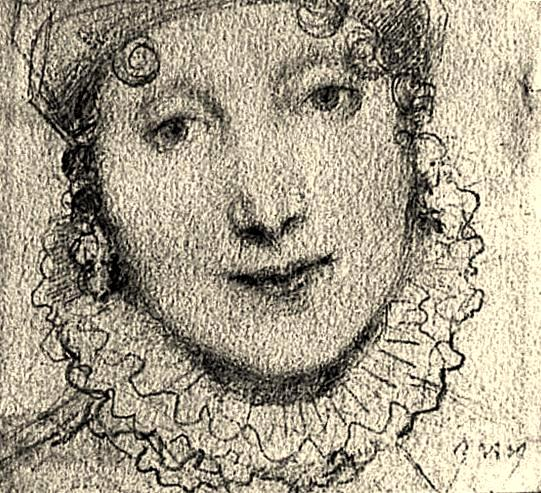
Estudio preparatorio, 1814. Grafito sobre papel, Museo Ingres, Montauban.

Carolina era una amante del arte, y en 1814 encargó una serie de pinturas a Ingres, su artista favorito. Estas incluyeron La gran odalisca, su hermana perdida La Durmiente de Nápoles, y Paolo y Francesca. La pintura se completó poco antes del colapso en 1815 del régimen de Nápoles después de que el imperio de Napoleón se derrumbara tras su derrota en la Batalla de Waterloo. Joaquín fue ejecutado por un pelotón de fusilamiento en octubre de ese año (su mujer vivió hasta 1839). Consiguientemente, Ingres no recibió el pago por sus primeros encargos. La pintura se inició en Nápoles, y se completó después de haberse mudado a Roma en mayo de 1815.
Ingres creó varios estudios preparatorios, incluyendo un primer plano de la cara de la retratada, y numerosos bocetos de las cortinas, muebles y las vistas de la bahía de Nápoles y el Vesubio. Debido al enfoque meticuloso y la técnica y aproximación precisas de Ingres, el trabajo fue largo y lento, agravado por los deseos de la modelo, considerada muy exigente. En 1807 Elisabeth Vigée-Lebrun ya lo había sufrido y se quejó: "Pinté verdaderas princesas que nunca me atormentaron y nunca me hicieron esperar".

## Descripción
Su pose regia recuerda a la de Napoleón en la obra de Ingres Bonaparte, Primer Cónsul de 1804. Ingres muestra a la retratada de cuerpo entero, con un vestido a la moda, de talle alto, de terciopelo negro con bolero, puños y gorguera de encaje. Su sombrero negro está adornado con plumas de avestruz. Mira confiada al espectador, con un librito en las manos sobre la mesa cubierta con una tela verde. Está en el gran gabinete real de Nápoles, amueblado en estilo imperio ante un gran ventanal con vistas al Vesubio, humeante. Los cortinajes remiten a los retratos tradicionales de soberanos. Está firmado abajo a la izquierda: Ingres Pxit Roma 1814.